# Straßenbahn Druschkiwka
| Straßenbahn Druschkiwka                     | Straßenbahn Druschkiwka  |
| ------------------------------------------- | ------------------------ |
| KTM-5 083 auf der Ploschtscha Lenina (2009) |                          |
|                                             |                          |
| Spurweite:                                  | 1524 mm (Russische Spur) |
|                                             |                          |

Die Straßenbahn Druschkiwka verkehrt seit 1945 in der ukrainischen Stadt Druschkiwka in der Oblast Donezk.

## Geschichte
Mit Unterstützung der örtlichen Maschinenfabrik und der Einwohner wurde im August 1945 in Druschkiwka mit dem Bau der Straßenbahn begonnen. Der erste Abschnitt mit einer Länge von 1,5 Kilometern wurde eingleisig errichtet und führte von der zentralen Ploschtscha Lenina (Leninplatz) an der Maschinenfabrik vorbei bis zur kurz vor dem Bahnhof gelegenen Brücke über den Krywyj Torez (Endhaltestelle „Mist“ (Brücke)). Er wurde am 5. Dezember 1945 eröffnet. Die Verlängerung um 0,7 Kilometer bis zum Bahnhof („Salisnytschnyj Woksal“) erfolgte am 1. Mai 1946. Am stadtseitigen Ende erfolgte genau ein Jahr später, am 1. Mai 1947 die Verlängerung bis zur Haltestelle „Technika“, wo später auch ein Betriebshof errichtet wurde. 1949 wurde die Strecke von dort aus geringfügig bis zur Schleife „Miska Likarnja“ (Städtisches Krankenhaus) verlängert. Damit war die Strecke der Linie 1 vollständig, sie ist 4,0 Kilometer lang.
Zwei Jahrzehnte lang blieb es bei dieser einen eingleisigen Straßenbahnlinie. Erst 1968 kamen Pläne zum weiteren Ausbau auf, die auch den Bau eines neuen Betriebshofs vorsahen. Im Juni 1969 wurde die Strecke zum Mikrorajon Sonjatschnyj (Gorgas) eröffnet. Sie wurde zweigleisig errichtet, was auch den Ausbau des mitgenutzen Abschnitts der Linie 1 einschloss, und von der Linie 2 (Miska Likarnja–Mikrorajon Sonjatschnyj) bedient. 1974 wurde die Strecke vom Mikrorajon Sonjatschnyj bis zum Mikrorajon Maschynobudiwnikiw verlängert. 1977 erfolgte dann der Bau der Strecke zum Mikrorajon Myrnyj, wo der neue Betriebshof mit Platz zur Abstellung von 50 Straßenbahnen entstand. Diese Strecke wurde von der Linie 3 bedient. Im März 1981 wurde die Strecke zum Uniwermag Majak eröffnet, die von der Linie 4 bedient wurde. Sie verkehrte bis zum Mikrorajon Maschynobudiwnikiw, Linie 2 wurde daraufhin wieder zum Mikrorajon Sonjatschnyj zurückgezogen. 1983 erfolgte dann schließlich noch die Verlängerung vom Städtischen Krankenhaus zum Porzeljanowy Sawod (Porzellanfabrik), deren Bedienung von den Linien 2 und 5 übernommen wurde. Damit war der Ausbau des Straßenbahnnetzes abgeschlossen. Die Gleislänge betrug zu dieser Zeit 26,4 Kilometer, davon 24,7 Kilometer für Linienverkehr. Von 1983 bis Anfang der 90er Jahre bestand folgendes Liniennetz:
Linie 1 Miska Likarnja–Salisnytschnyj Woksal (russisch: Gorbolniza–Woksal)
Linie 2 Porzeljanowy Sawod–Mikrorajon Sonjatschnyj (russisch: Farforowy Sawod–Mikrorajon Solnetschny)
Linie 3 Depo (Mikrorajon Myrnyj)–Mikrorajon Sonjatschnyj (russisch: Depo (Mikrorajon Mirny)–Mikrorajon Solnetschny)
Linie 4 Uniwermag Majak–Mikrorajon Maschynobudiwnikiw (russisch: Uniwermag Majak–Mikrorajon Maschinostroitel)
Linie 5 Porzeljanowy Sawod–Depo (Mikrorajon Myrnyj) (russisch: Farforowy Sawod–Depo (Mikrorajon Mirny))
In den 1980er Jahren bestanden noch Planungen für weitere Strecken, die einen Ringschluss ermöglicht hätten. Diese Strecke hätte von der Strecke zum Porzeljanowy Sawod abzweigen sollen und dann am südwestlichen Stadtrand entlang unter Kreuzung der Strecke zum Betriebshof und dann am südöstlichen Stadtrand entlang zum Mikrorajon Sonjatschnyj führen sollen. Die Trasse hierfür wurde freigehalten, zum Bau kam es jedoch nicht mehr.
Alle ab 1969 gebauten Strecken sind zweigleisig, die Strecke der Linie 1 wurde mit Ausnahme des von anderen Linien mitgenutzten Abschnitts jedoch nie zweigleisig ausgebaut.
Nach der Unabhängigkeit der Ukraine 1991 verschlechterten sich die Bedingungen für die Verkehrsbetriebe mangels finanzieller Unterstützung. Anfang der 1990er Jahre wurde Linie 3 eingestellt, allerdings wurde deren gesamte Strecke weiterhin von anderen Linien bedient. 2002 wurde die Strecke zum Porzeljanowy Sawod stillgelegt, die Linien 2 und 5 wurden zur Miska Likarnja verkürzt. Am 5. November 2002 wurde Linie 4 eingestellt, was zur Stilllegung des Abschnitts Mikrorajon Sonjatschnyj–Mikrorajon Maschynobudiwnikiw führte. Die Strecke zum Uniwermag Majak war ebenfalls ohne Linienverkehr, wurde aber nicht stillgelegt. 2003 verkehrte nur noch ein Wagen auf Linie 1 und ein weiterer auf Linie 2 oder 5. Von Mai 2003 bis Oktober 2004 verkehrte nur noch Linie 1. Ab November 2004 wurde Linie 1 auf drei Wagen verstärkt, zudem wurde Linie 5 wieder mit einem Wagen in Betrieb genommen. Am 5. Mai 2005 wurde eine neue Linie 6 in Betrieb genommen, sie verkehrte vom Betriebshof (Mikrorajon Myrnyj) zum Uniwermag Majak. Am 4. Januar wurden die Linien 2 und 4 wieder in Betrieb genommen, allerdings nur noch bis zum Mikrorajon Sonjatschnyj. Linie 6 wurde bald danach wieder eingestellt.
Trotz einiger weiterer kurzzeitiger Einstellungen und Wiedereröffnungen einzelner Linien, während derer nur Linie 1 ständig in Betrieb war, hielt sich dieses Netz mit den Linien 1, 2, 4 und 5 bis 2008. 2008 wurden die Linien 4 und 5 eingestellt, es verblieben nur noch die Linien 1 (zwei bis drei Wagen) und 2 (ein bis zwei Wagen). 2010 wurde Linie 4 mit einem Wagen wieder in Betrieb genommen.
Am 6. September 2013 wurde die Strecke zum Porzeljanowyj Sawod wieder in Betrieb genommen, allerdings nur noch eingleisig. Hierzu wurden an der Miska Likarnja unmittelbar nach dem Abzweig sowie an der Wendeschleife Porzeljanowyj Sawod Weichen eingebaut. Die stellenweise bereits überasphaltierten Schienen wurden freigelegt, im Bereich der Brücke über den Kasennyj Torez mussten abgebaute Gleise ergänzt werden. Auf der gesamten Strecke war die Oberleitung nach der Stilllegung abgebaut worden, sie wurde über dem auf der Südseite liegenden Gleis wiederhergestellt. Das nicht mehr benutzte zweite Gleis wurde auf den straßenunabhängig liegenden Abschnitten nachfolgend abgebaut.
Seit 6. September 2013 bestand folgendes Liniennetz:
Linie 1 Miska Likarnja–Salisnytschnyj Woksal (russisch: Gorbolniza–Woksal)
Linie 2 Porzeljanowy Sawod–Mikrorajon Sonjatschnyj (russisch: Farforowy Sawod–Mikrorajon Solnetschny)
Linie 4 Uniwermag Majak–Mikrorajon Sonjatschnyj (russisch: Uniwermag Majak–Mikrorajon Solnetschny)
Am 28. Oktober 2014 wurde die 2002 stillgelegte Strecke zum Mikrorajon Maschynobudiwnikiw wieder in Betrieb genommen. Auch hierbei mussten auf einem überasphaltierten Abschnitt Gleise freigelegt werden, zudem musste die Oberleitung wiederhergestellt werden. Im Gegensatz zur 2013 erfolgten Wiederinbetriebnahme der Strecke zum Porzeljanowyj Sawod wurde die Strecke zum Mikrorajon Maschynobudiwnikiw zweigleisig reaktiviert. Die Endhaltestelle wird jetzt nach dem angrenzenden Stadtteil als „200 Planiw“ (russisch: „200 Planow“) bezeichnet. Die Strecke wird von der verlängerten Linie 4 bedient, Linie 2 endet weiterhin am Mikrorajon Sonjatschnyj (jetzt auch als „Gorgas“ bezeichnet).
Damit verkehren seit 28. Oktober 2014 die folgenden Linien:
Linie 1 Miska Likarnja–Salisnytschnyj Woksal (russisch: Gorbolniza–Woksal)
Linie 2 Porzeljanowy Sawod–Mikrorajon Sonjatschnyj (russisch: Farforowy Sawod–Mikrorajon Solnetschny/Gorgas)
Linie 4 Uniwermag Majak–Mikrorajon Maschynobudiwnikiw/200 Planiw (russisch: Uniwermag Majak–Mikrorajon Maschinostroitel/200 Planow)
2015 wurde Linie 4 auf den Betrieb montags bis freitags eingeschränkt, dafür verkehrt seitdem Linie 2 am Wochenende über Mikrorajon Sonjatschnyj hinaus bis 200 Planiw.
Die Strecke zum Betriebshof (Mikrorajon Myrnyj) ist betriebsfähig, aber ohne Linienverkehr.

## Fahrzeuge
Zur Eröffnung des Straßenbahnbetriebs 1945 wurden von der Straßenbahn Donezk zwei zweiachsige Zweirichtungstriebwagen des Typs Ch übernommen. Nachdem aufgrund der Verlängerung der Linie 1 und des Baus von Wendeschleifen der Einsatz von Einrichtungswagen möglich wurde, wurden 1949 vier Triebwagen des zweiachsigen Typs KTM-1 beschafft, die die beiden ursprünglich beschafften Triebwagen ersetzten. Die vier KTM-1 bildeten bis 1957 den gesamten Fahrzeugbestand. Entsprechend der sonst üblichen Praxis, den Typ KTM-1 als Zug mit Beiwagen des Typs KTP-1 zu beschaffen, kam 1957 und 1959 jeweils ein Zug dieses Typs hinzu. Die vier vorhandenen Triebwagen wurden jedoch nicht durch Beiwagen ergänzt.
Ab 1962 erfolgte der weitere Ausbau des Fahrzeugbestands mit dem Nachfolgetyp KTM-2/KTP-2, von dem 1962, 1964 und 1966 jeweils ein Zug beschafft wurden. 1968 kamen sechs Züge dieses Typs hinzu. 1972 wurde ein KTM-1-ausgemustert, jedoch 1975 zwei KTM-1/KTP-1-Züge aus Donezk gebraucht übernommen.
1976 begann die Beschaffung des vierachsigen Typs KTM-5 (Untertyp KTM-5M3, 71-605). 1976 wurden zehn KTM-5 geliefert, 1977 und 1978 jeweils sechs. Das ermöglichte die Ausmusterung aller Zweiachser bis 1977. Insgesamt wurden bis 1989 40 KTM-5 beschafft (davon einer gebraucht aus Mariupol), sie erhielten die Nummern 50 bis 89. Bereits ab 1986 wurden einzelne KTM-5 ausgemustert. Nach 1989 war die Beschaffung neuer Straßenbahnen nicht mehr möglich. Der Bestand sank fortlaufend, 2013 waren noch 14 KTM-5 im Bestand.
Am 28. April 2015 wurde aus Charkiw der Tatra T3SUCS 7088 des Baujahrs 1985 übernommen, er war ursprünglich in Prag im Einsatz gewesen. Im Juli 2015 folgte der T3SUCS 6957. Im Oktober 2015 kam noch der T3SU 7010 hinzu, der in Charkiw nicht zum Einsatz gekommen war. 2018 wurden fünf weitere T3SUCS und ein T3SU aus Charkiw übernommen, die zuvor ebenfalls von diversen tschechischen Straßenbahnbetrieben übernommen worden waren. Diese Gebrauchtfahrzeuge sind in Druschkiwka unter ihrer bisherigen Nummer im Einsatz.

## Betrieb
Die tägliche Betriebszeit ist relativ kurz, Betriebsbeginn ist um etwa 6:15 Uhr, Betriebsschluss um etwa 17:30 Uhr. 2013 wurden planmäßig sieben Triebwagen benötigt, jeweils drei für die Linien 1 und 2 und einer für Linie 4. Für den ab Oktober 2014 gültigen Fahrplan wurden planmäßig acht Triebwagen benötigt, Linie 4 benötigt zwei Triebwagen statt zuvor einem. Ein Umlauf der Linie 1 ist nur vormittags im Einsatz. Alle Linien verkehren etwa alle 18 Minuten, Linie 1 vormittags alle 12 Minuten.
Die Zielbeschilderung der Straßenbahnen erfolgt ausschließlich in russischer Sprache. Die verwendeten Bezeichnungen weichen teilweise von den vorstehend genannten ab, so wird für die heutige Endhaltestelle der Linie 2 die Bezeichnung „Mikrorajon Maschinostroitel“ statt „Mikrorajon Solnetschny“ verwendet. Die nordwestliche Endhaltestelle der Linie 4 wird als „Ploschtschad Lenina“ bezeichnet, obwohl sich der Platz selbst an der Linie 1 befindet.

## Bilder

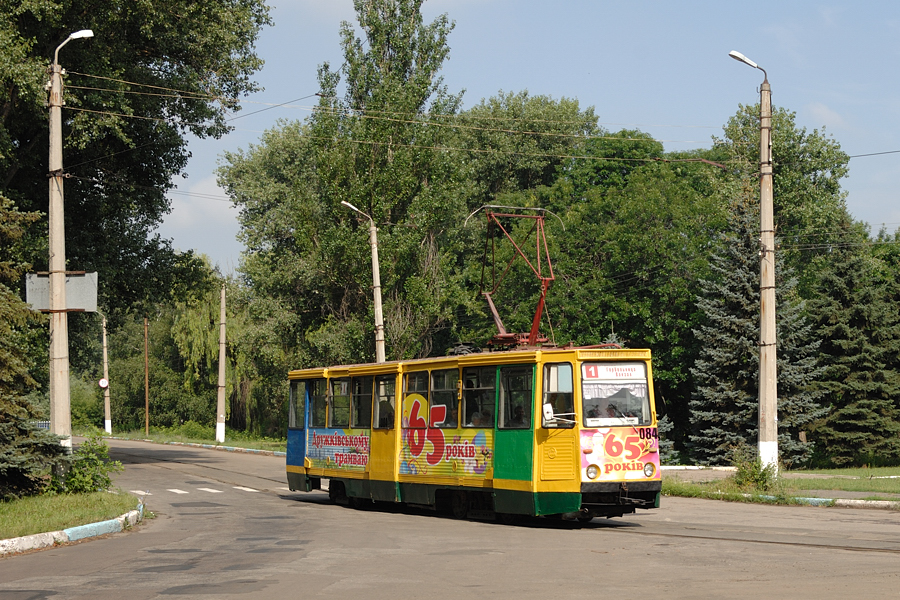
KTM-5 084 mit Aufschrift zum 65-jährigen Jubiläum der Straßenbahn Druschkiwka als Linie 1 kurz vor der Endhaltestelle am Bahnhof (2010)

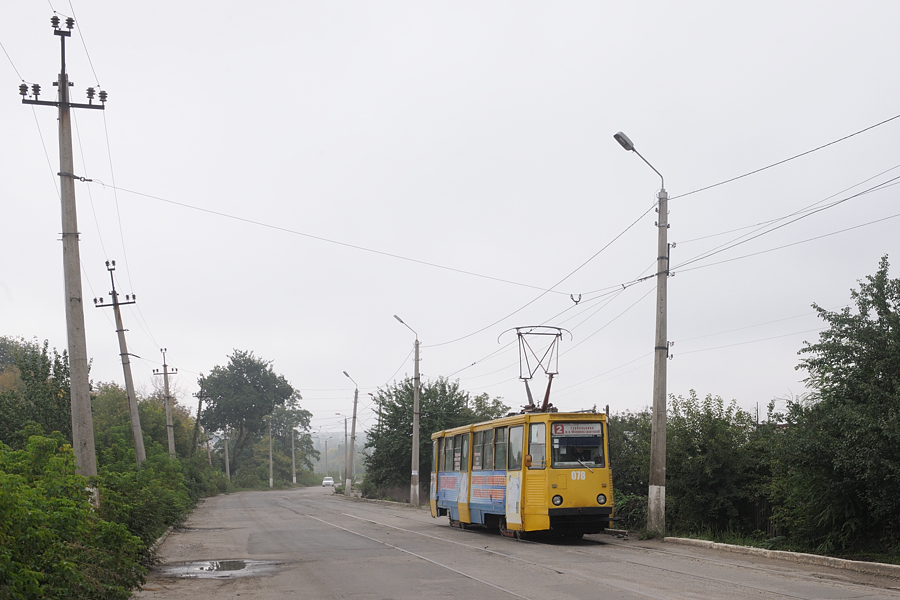
KTM-5 078 als Linie 2 auf der Strecke zum Porzeljanowyj Sawod, das Gleis im Vordergrund ist stillgelegt (2013)

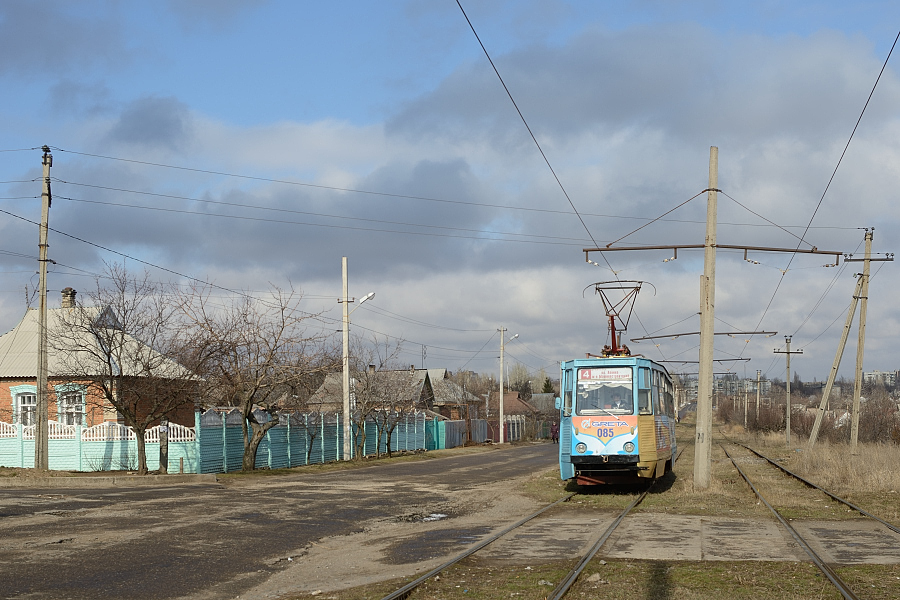
KTM-5 085 als Linie 4 auf der 2014 wiedereröffneten Strecke zum Mikrorajon Maschynobudiwnikiw (200 Planiw) (2015)

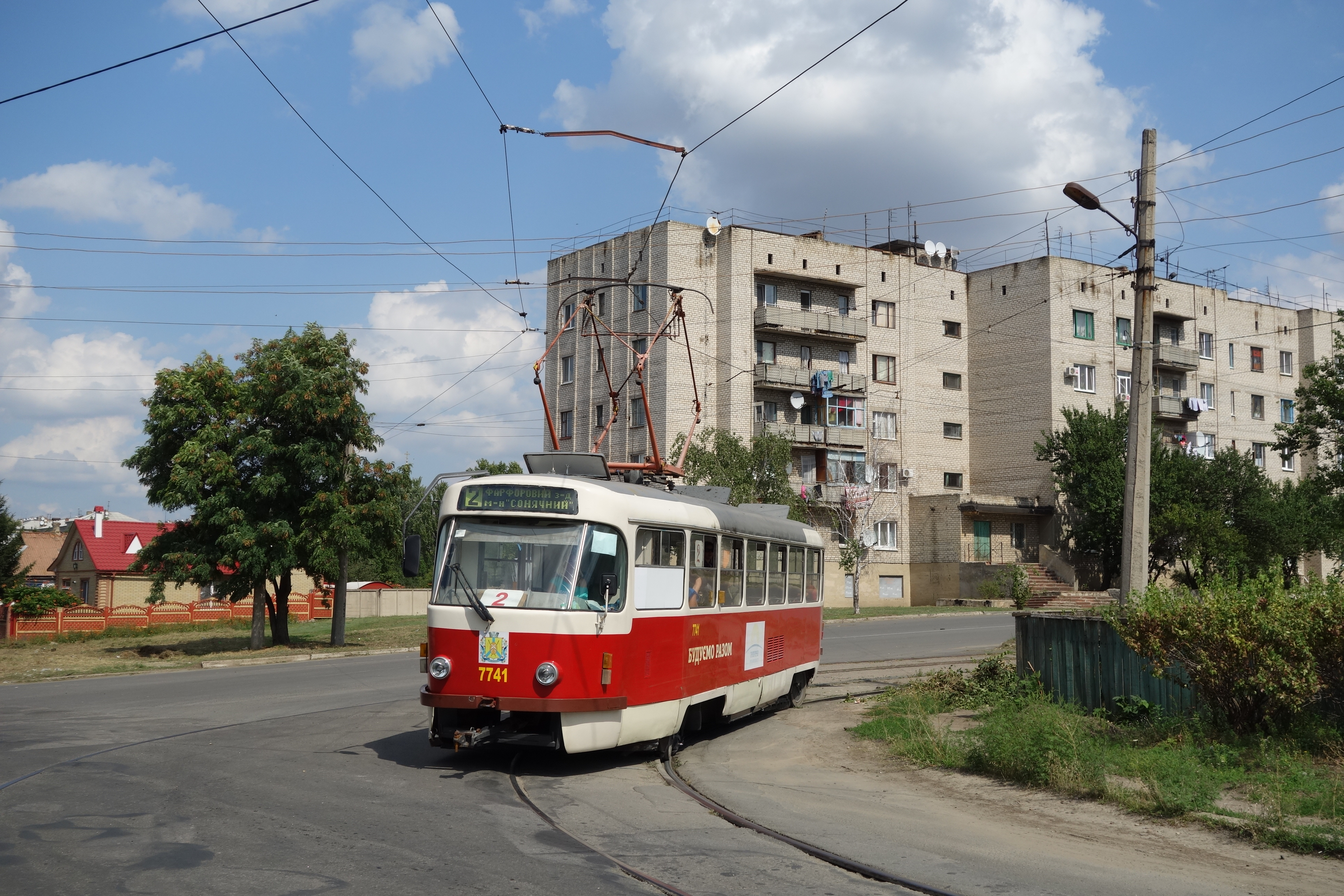
Tatra T3SUCS 7741 als Linie 2 in der Wulizja Korolenka (2019)